# Fillmore East 1968
Fillmore East 1968 è un doppio album dal vivo del gruppo musicale statunitense Iron Butterfly, pubblicato nel 2011 ma registrato nel 1968.

## Il disco
L'album contiene versioni dal vivo di brani tratti dai primi due album in studio della band, ovvero Heavy e In-A-Gadda-Da-Vida; il secondo disco includeva inoltre una versione inedita dal vivo del brano Her Favorite Style, che il gruppo inciderà in studio successivamente per l'album Ball.

## Tracce

### Disco 1
1. Fields of Sun
2. You Can't Win
3. Unconscious Power
4. Are You Happy
5. So-Lo
6. Iron Butterfly Theme
7. Stamped Ideas
8. In-A-Gadda-Da-Vida
9. So-Lo
10. Iron Butterfly Theme

### Disco 2
1. Are You Happy
2. Unconscious Power
3. My Mirage
4. So-Lo
5. Iron Butterfly Theme
6. Possession
7. My Mirage
8. Are You Happy
9. Her Favorite Style
10. In-A-Gadda-Da-Vida
11. So-Lo
12. Iron Butterfly Theme

## Formazione
- Doug Ingle - voce, organo
- Erik Brann - chitarra
- Lee Dorman - basso
- Ron Bushy - batteria